# Hervé de Charette
Pour les articles homonymes, voir famille Charette et Charette.
Hervé de Charette, né Hervé Marie-Joseph de Charette de La Contrie le 30 juillet 1938 à Paris, est un haut fonctionnaire et homme politique français.
Trois fois ministre, de 1986 à 1988, de 1993 à 1995 puis de 1995 à 1997, notamment comme ministre des Affaires étrangères, Hervé de Charette a également été maire de Saint-Florent-le-Vieil de 1989 à 2014 et député de Maine-et-Loire entre 1988 et 2012.

## Biographie
Fils d'Hélion Marie Joseph Christian, baron de Charette de La Contrie (1906-1983), et de sa première épouse, Jeanne Girauld de Nolhac (1908-1954), Hervé de Charette est issu d'une famille noble. Il descend du roi Charles X par le duc de Berry, de l'académicien Pierre Girauld de Nolhac et de Louis Marin Charette de La Contrie, le frère du général vendéen François Athanase Charette de La Contrie.
Marié, Hervé de Charette a quatre enfants, dont Laurence de Charette, journaliste et directrice adjointe de la rédaction du Figaro.

### Formation et début de carrière
Diplômé d'HEC Paris et de l'Institut d'études politiques de Paris (Sciences-Po Paris), Hervé de Charette est un ancien élève de l'École nationale d'administration (ENA, promotion Montesquieu de 1966). Il préside la Conférence Olivaint en 1962.
En juin 1966, il entre au Conseil d'État. D'abord auditeur, il devient maître des requêtes en 1973 puis rapporteur et secrétaire général-adjoint.
De 1973 à 1981, Hervé de Charette travaille dans plusieurs ministères. Il est successivement conseiller technique de Georges Gorse au ministère du Travail, de l'Emploi et la Population de 1973 à 1974, directeur de cabinet de Paul Dijoud au secrétariat d'État chargé de l'Immigration de 1974 à 1976, puis de Christian Beullac au ministère du Travail) de 1976 à 1978 et chargé de mission auprès de Jean-François Deniau au ministère du Commerce extérieur de 1978 à 1981. En parallèle, il est conseiller juridique pour l'Établissement public pour l'aménagement de la région de la Défense (EPAD) de 1976 à 1981 puis président de la Société nationale de construction de logements pour les travailleurs (Sonacotra, future Adoma) de 1979 à 1981.

### Carrière politique
En 1981, il est battu aux élections législatives à Menton. Deux ans plus tard, lors des élections municipales, il échoue à Nevers face à Pierre Bérégovoy. Lors des élections législatives de 1986, il est élu député UDF de la Nièvre. Il entre directement au gouvernement Jacques Chirac comme ministre délégué auprès du Premier ministre, chargé de la Fonction publique et du Plan.
En 1988, à la fin de la première cohabitation, après la défaite de la droite à l'élection présidentielle et aux législatives, Hervé de Charette retourne à l'Assemblée nationale. Il est parachuté dans la région des Mauges (Maine-et-Loire) dans une nouvelle circonscription de centre-droit. Dès le premier tour, il est élu député de la sixième circonscription de Maine-et-Loire. Il est réélu (au premier tour) en mai 1993 (mais remplacé par Alain Levoyer à la suite de son entrée au gouvernement), en juin 1997, juin 2002 et juin 2007. En juin 2012, il est battu au second tour des élections législatives par le divers gauche Serge Bardy après avoir été député de cette circonscription pendant vingt-quatre ans.
Lors des élections municipales de 1989, il devient maire de Saint-Florent-le-Vieil (Maine-et-Loire), un haut-lieu de la Vendée militaire situé au cœur de sa circonscription. Il est réélu en 1995, 2001 et 2008. De 1995 à 2001, il préside aussi la Communauté de communes du canton de Saint-Florent-le-Vieil et en reste membre à partir de 2001.
Par ailleurs, il siège au Conseil régional des Pays de la Loire de 1992 à 2010 (réélu en 1998 et en 2004), en étant vice-président de 1992 à 2004
Après les législatives de 1993, il redevient ministre sous la deuxième cohabitation : il est ministère du logement dans le gouvernement Balladur. Après son soutien à Jacques Chirac durant l'élection présidentielle de 1995, il reste au gouvernement mais détient désormais le prestigieux maroquin de ministre des Affaires étrangères. En 1996, il se rend en Algérie peu après l'enlèvement des moines de Tibhirine et modifie en cours de route le programme de son voyage afin de pouvoir s'informer sur les circonstances du drame, en ne se donnant « qu'une seule priorité : retrouver les moines vivants », modification à laquelle les autorités algériennes tentent de s'opposer. Philippe Étienne, directeur adjoint de cabinet d’Hervé de Charette, posera alors plusieurs fois la question : « L’affaire de l’enlèvement des moines est-elle une manipulation algérienne ? ».
Après la dissolution de 1997, à la suite de la défaite de la droite et de son départ du gouvernement, il siège de nouveau à l'Assemblée nationale jusqu'à sa défaite en juin 2012. De juin à juillet 2011, il exerce l'intérim, en qualité de doyen d'âge, du groupe parlementaire Nouveau Centre, entre la nomination au gouvernement de François Sauvadet et l'élection d'Yvan Lachaud.
Alors qu'il brigue un cinquième mandat de maire de Saint-Florent-le-Vieil, il est battu lors des élections municipales françaises de 2014

### Appartenance politique
Proche de Valéry Giscard d'Estaing, Hervé de Charette entre en 1977 au Parti républicain, rattaché à l'Union pour la démocratie française (UDF). Il est Secrétaire national chargé de la Défense puis Délégué général en 1978 et Secrétaire général adjoint en 1979.
En juillet 1995, après avoir soutenu Jacques Chirac lors de la présidentielle faute de candidature de Valéry Giscard d'Estaing, il fonde le Parti populaire pour la démocratie française (PPDF), rattaché à l'UDF, devenu Convention démocrate en 2002 lors de son intégration comme un club de l'UMP. Le siège de ce parti destiné à rassembler les Giscardiens est situé à Saint-Florent-le-Vieil.
En décembre 2009, Hervé de Charette quitte l'UMP (dont il est l'un des membres fondateurs), qu'il juge trop à droite,, et rejoint le Nouveau Centre. Étant le dépositaire du nom UDF auprès de l'Institut national de la propriété industrielle depuis 2004, il souhaite alors permettre au Nouveau Centre de l'utiliser mais le sénateur Jean Arthuis indique qu'il ne peut pas prendre cette décision. En mai 2011, la Convention démocrate vote son rattachement à L'Alliance républicaine, écologiste et sociale (Confédération des Centres), qui inclut aussi le Nouveau Centre.
Soutien de Nicolas Sarkozy lors de la présidentielle de 2007 et celle de 2012, il s'oppose au projet de candidature du président du Nouveau Centre, Hervé Morin, à l'élection présidentielle de 2012.

### Autres fonctions
Il est avocat depuis 2001, inscrit au barreau de Paris.
En juin 2008, il est élu président de la Chambre de commerce franco-arabe, succédant à Pierre Rozek. En 2012, sa gestion est critiquée par plusieurs pays membres.
Il est aussi président de l'Institut français de finance islamique, créé en 2009.

## Détail des fonctions et des mandats

### Mandats locaux
- mars 1989 - mars 2014 : Maire de Saint-Florent-le-Vieil (réélu en juin 1995, mars 2001 et mars 2008[8])
- mars 1992 - mars 2010 : Conseiller régional des Pays de la Loire (réélu en 1998 et en 2004), vice-président de 1992 à 2004[8]
- juin 1995 - mars 2001 : Président de la Communauté de communes du canton de Saint-Florent-le-Vieil[8]
- mars 2001 - mars 2014 : Membre de la Communauté de communes du canton de Saint-Florent-le-Vieil (reconduit en 2008)[8]

### Mandats parlementaires
- mars 1986 - avril 1986 : Député de la Nièvre (démissionnaire à son entrée au gouvernement)[8]
- juin 1988 - mai 1993 : Député de la 6e circonscription de Maine-et-Loire (réélu en 1993, démissionnaire à son entrée au gouvernement et remplacé par Alain Levoyer)[8]
- juin 1997 - juin 2012 : Député de la 6e circonscription de Maine-et-Loire (réélu en juin 2002 et en juin 2007)[8]

### Fonctions ministérielles
- 20 mars 1986 - 10 mai 1988 : Ministre délégué auprès du Premier ministre, chargé de la Fonction publique et du Plan
- 30 mars 1993 - 11 mai 1995 : Ministre du Logement
- 18 mai 1995 - 2 juin 1997 : Ministre des Affaires étrangères

## Décorations
- Chevalier de la Légion d'honneur le 11 juillet 2025[22].

## Ouvrages
Ouvrages :
- Ouragan sur la République, Éditions Fixot, 27 janvier 1995, 202 p. (ISBN 2-87645-277-4)
- Lyautey, Feryane, coll. « Le grand livre du mois », 24 septembre 1997, 306 p. (ISBN 2-286-14556-3)
- Pour un nouveau partenariat euro-méditerranéen, éditions L'Harmattan, 2006, 200 p. (ISBN 2-7475-9654-0)
- Opération Raisins de la colère, CNRS éditions, 2018, 204 p. (ISBN 978-2-271-11980-3 et 2-271-11980-4)

Publications liées à ses activités parlementaires :
- La Peine de mort en question, 1979, 115 p. (ISBN 2-903129-01-0)
- Hervé de Charette et Marc Domingo, Réflexions sur l'efficacité de la sanction pénale, Economica, 15 septembre 2003, 60 p. (ISBN 2-7178-4709-X)
- Marie-France Wittman, Hervé de Charette et Dominique Paillé, Les maladies orphelines : un enjeu de santé publique, éditions L'Harmattan, coll. « Cahiers de la Convention démocrate », 2003), 184 pages (ISBN 978-2-7475-4927-1 et 2-7475-4927-5, lire en ligne)
- Les enjeux méditerranéens : l'eau, entre guerre et paix, Paris/Budapest/Torino, éditions L'Harmattan, coll. « Cahiers de la Convention démocrate », 2 mai 2004, 224 p. (ISBN 2-7475-6091-0)
- Hervé de Charette, Dominique Paillé et Éric Helard, La lutte contre la contrefaçon : Comment défendre notre patrimoine industriel et intellectuel ?, Paris/Budapest/Torino, éditions L'Harmattan, coll. « Cahiers de la Convention démocrate », 2 juin 2004, 216 p. (ISBN 2-7475-6627-7)
- Hervé de Charette, Dominique Paillé et Éric Helard, Recycler pour une économie durable et solidaire : Colloque du 16 juin 2003, éditions L'Harmattan, coll. « Cahiers de la Convention démocrate », 1er décembre 2004, 128 p. (ISBN 2-7475-5361-2)
- Christian Philip, Hervé de Charette et Commission des affaires étrangères, Rapport d'information sur le rôle de l'Union européenne dans la solution du conflit au Proche-Orient, Paris, Assemblée nationale, 2005, 55 pages (ISBN 2-11-117731-8)
- Rapport d'information sur le suivi des négociations d'adhésion de la Turquie à l'Union européenne, Paris, Assemblée nationale, 2006, 79 p. (ISBN 2-11-121670-4)
- Hervé de Charette et Éric Helard, La sécurité alimentaire : entre précaution et responsabilisation, Paris/Budapest/Kinshasa etc., éditions L'Harmattan, coll. « Cahiers de la Convention démocrate », 2006, 224 p. (ISBN 2-7475-9653-2)
- Après Outreau, quelle réforme de la justice pénale ? : Grand débat national sur la justice, Paris/Budapest/Kinshasa etc., éditions L'Harmattan, coll. « Les Cahiers de la Convention démocrate », 15 mai 2006, 149 p. (ISBN 2-296-00720-1)